# Typ 87 (Flakpanzer)
Der Typ 87 (japanisch 87式自走高射機関砲 87-shiki jisō kōsha kikanhō, deutsch ‚Selbstfahr-Flugabwehr-Maschinenkanone Typ 87‘) ist ein vollautonomer, allwetterfähiger FlaK-Panzer (FlakPz) aus japanischer Produktion.
Das Fahrzeug ist mit zwei 35-mm-Maschinenkanonen L/90 von Oerlikon Contraves GmbH bewaffnet. Dabei handelt es sich um die gleichen Waffen, die auch beim deutschen Gepard Verwendung finden.
Der FLAK-Panzer Typ 87 basiert auf dem modifizierten Chassis des Kampfpanzers Typ 74. 1997 verfügten die japanischen Selbstverteidigungsstreitkräfte über etwa 40 Fahrzeuge.